# Erblichia
Erblichia  es un género de plantas con flores de la familia Turneraceae, con especies descritas y de estas, solo 5 aceptadas.

## Descripción
Son árboles que alcanzan un tamaño de 10–30 m de alto, con pelos simples, yemas axilares únicas. Hojas lanceoladas u obovado-lanceoladas, 4–13 cm de largo, crenado-glandulosas. Flores axilares, pedúnculo libre, profilos foliáceos y caducos, pedicelo articulado y bien desarrollado; flores homostilas y fragantes; sépalos de 40–64 mm de largo, apenas connados en la base; pétalos obovados, 2–4 mm de largo, base con un apéndice escamiforme, rojo-anaranjados; filamentos libres; ovario fusiforme, 8–11 mm de largo, estilos divergentes desde la base, estigmas brevemente divididos. Cápsulas ligeramente rugosas; semillas 4–6 mm de largo, episperma estriado, arilo envolvente y muy amplio.

## Taxonomía
El género fue descrito por Berthold Carl Seemann y publicado en The Botany of the Voyage of H.M.S. ~Herald~ pl. 27. 1853. La especie tipo es: Erblichia odorata Seem. 

## Especies aceptadas
A continuación se brinda un listado de las especies del género Erblichia aceptadas hasta julio de 2014, ordenadas alfabéticamente. Para cada una se indica el nombre binomial seguido del autor, abreviado según las convenciones y usos.	
- Erblichia antsingyae (Capuron) Arbo
- Erblichia berneriana (Tul.) Arbo
- Erblichia integrifolia (Claverie) Arbo
- Erblichia madagascariensis O.Hoffm.
- Erblichia odorata Seem.